# القومية الألمانية في النمسا

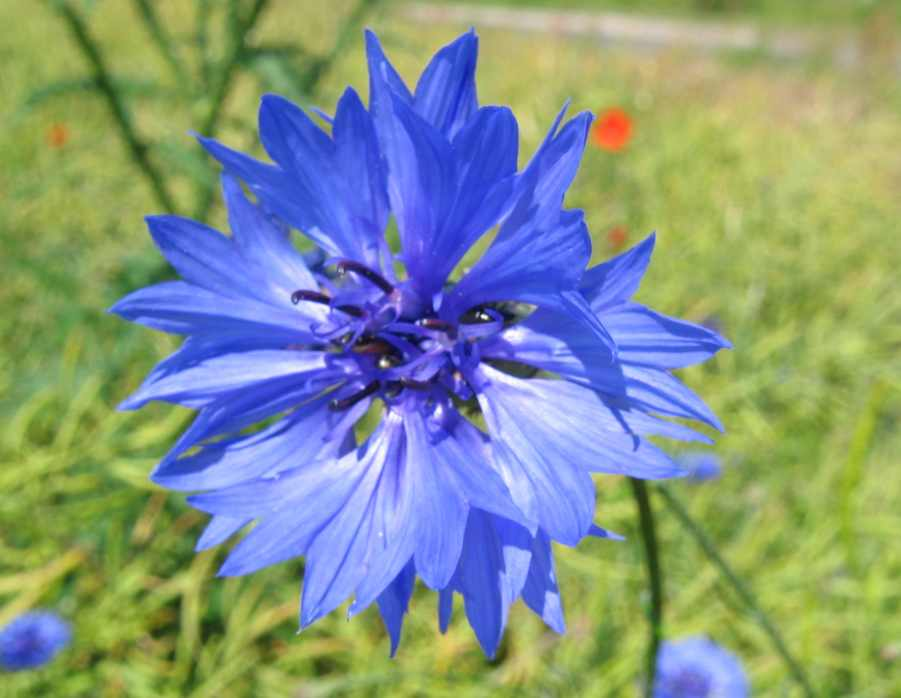
زهرة قنطريون عنبري زرقاء، رمز للحركة الألمانية في النمسا

القومية الألمانية (بالألمانية: Deutschnationalismus) هي أيديولوجية سياسية تاريخية وحالية في السياسة النمساوية. نشأت في القرن التاسع عشر كحركة قومية بين السكان الناطقين بالألمانية في الإمبراطورية النمساوية المجرية. إنه يفضل العلاقات الوثيقة مع ألمانيا، التي تعتبرها الدولة القومية لجميع الناس من أصل ألماني، وإمكانية دمج النمسا في ألمانيا الكبرى.
عبر التاريخ النمساوي، من الإمبراطورية النمساوية إلى الإمبراطورية النمساوية المجرية والجمهوريتين الأولى والثانية النمساوية، عبرت العديد من الأحزاب والجماعات السياسية عن مشاعر القومية الألمانية. سميت الأحزاب الوطنية الليبرالية وحركة الوحدة الألمانية بـ «المعسكر الثالث»(بالألمانية: Drittes Lager) من السياسة النمساوية، حيث تم تصنيفها تقليديا وراء المحافظين والاشتراكيين الكاثوليك السائدة.  يتمتع حزب الحرية في النمسا، وهو حزب سياسي يميني متطرف له تمثيل في البرلمان النمساوي، بجذور عمومية ألمانية رغم أنه بحلول القرن الحادي والعشرين تخلى عن القومية الألمانية بشكل أساسي. بعد الحرب العالمية الثانية، أصبحت كل من القومية الألمانية وفكرة الاتحاد السياسي مع ألمانيا لا تحظى بشعبية بسبب ارتباطهما بالنازية، وبسبب المد المتزايد للهوية الوطنية النمساوية.

## خلال فترة الامبراطورية

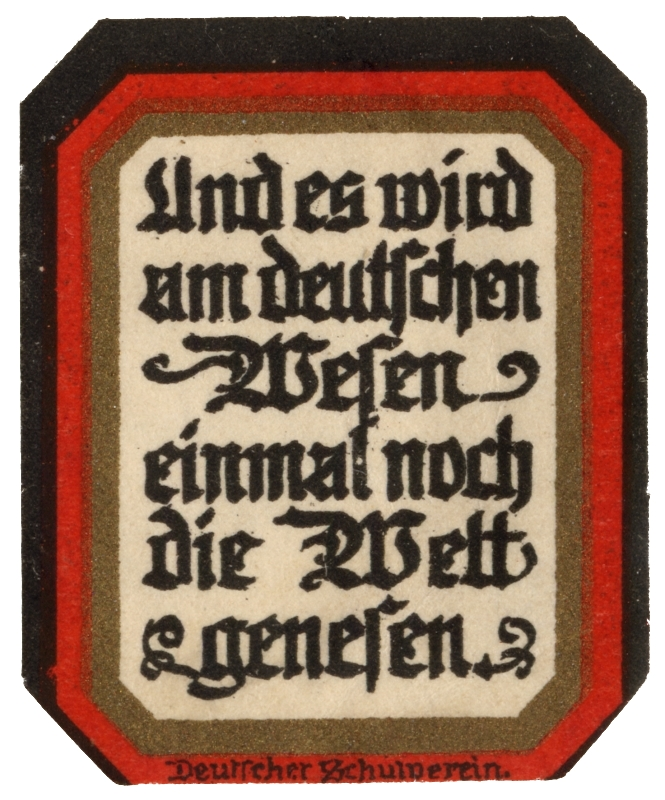
"والروح الألمانية ستشفي العالم مرة أخرى" - طابع عمومي تابع لرابطة المدارس الألمانية

في سياق تصاعد القومية الإثنية خلال القرن التاسع عشر في أراضي الإمبراطورية النمساوية متعددة الأعراق، سعت «الحركة الوطنية الألمانية» ((بالألمانية: Deutschnationale Bewegung) إلى إنشاء ألمانيا الكبرى، إلى جانب تنفيذ سياسات معادية للسامية ومناهضة لرجال الدين، في محاولة لترسيخ الهوية العرقية الألمانية. بدءًا من ثورات عام 1848، طالبت العديد من الجماعات العرقية الخاضعة للحكم الإمبراطوري، بما في ذلك الصرب والتشيك والإيطاليون والكروات والسلوفينيون والبولنديون بالمساواة السياسية والاقتصادية والثقافية. تقليديًا، تمتع سكان الإمبراطورية الناطقين باللغة الألمانية بامتيازات مجتمعية تعود إلى عهد الإمبراطورة ماريا تيريزا وأبنها جوزيف الثاني. كانت اللغة الألمانية تعتبر اللغة المشتركة للإمبراطورية، وكانت نخبة الإمبراطورية تتكون في المقام الأول من متحدثي اللغة الألمانية.  حدد الصراع بين العديد من المجموعات العرقية للإمبراطورية والمتحدثين باللغة الألمانية المشهد الاجتماعي والسياسي للإمبراطورية من سبعينيات القرن التاسع عشر، بعد تسوية عام 1867، التي منحت السيادة المتجددة لمملكة المجر، حتى تفكك الإمبراطورية بعد الحرب العالمية الأولى.
بعد الهزيمة النمساوية في معركة Königgrätz عام 1866، وتوحيد ما كان يعرف آنذاك باسم «ألمانيا الصغرى» تحت الحكم البروسي في عام 1871، شعر النمساويون الألمان في الإمبراطورية النمساوية المجرية بأنهم استُبعدوا بشكل خاطئ من ألمانيا الدولة القومية، في حين تمزق العرقيات الأخرى داخل الإمبراطورية في نسيجها. نشب الصراع بين الألمان والتشيك بشكل خاص في عام 1879، عندما لم يضم رئيس الوزراء فيسكونت تافي الحزب الليبرالي (بالألمانية: Deutschliberale Partei) (بالألمانية: Deutschliberale Partei) في حكومة سيسلثانيا. اعتبر هذا الحزب الممثل الرئيسي للطبقة المتوسطة الناطقة باللغة الألمانية، وبالتالي، استمرت الحركة الوطنية الألمانية في اتهام الحزب بعدم القتال من أجل حقوق الناطقين باللغة الألمانية داخل الإمبراطورية. «رابطة المدارس الألمانية» ((بالألمانية: Deutscher Schulverein) تشكلت في عام 1880 لحماية مدارس اللغة الألمانية في أجزاء من الإمبراطورية حيث كان الناطقون باللغة الألمانية أقلية. شجعت على إنشاء مدارس اللغة الألمانية في المجتمعات حيث تم استخدام التمويل العام للمدارس غير الألمانية.

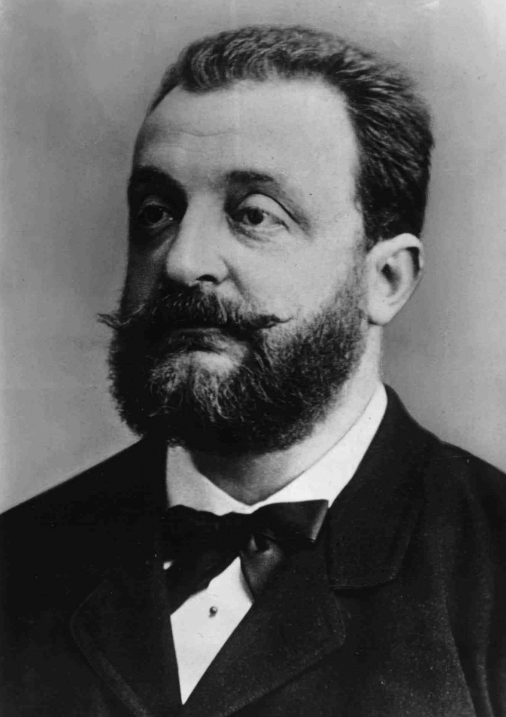
جورج فون شونر: ألماني متطرف ومؤسس الرابطة الألمانية الوطنية (VERIN).

## حل النمسا والمجر (1918-1919)

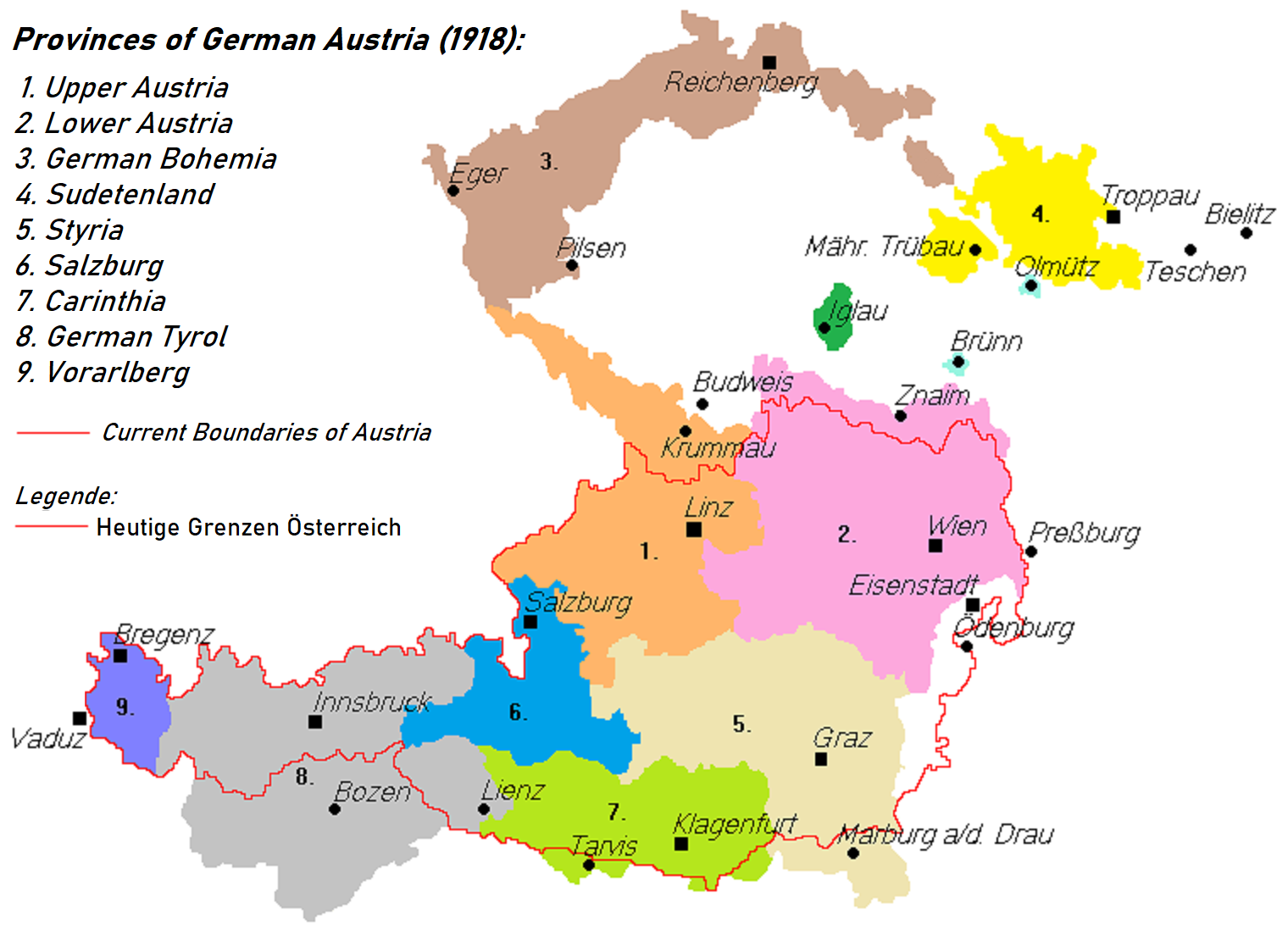
المناطق التي تطالب بها جمهورية النمسا الألمانية. هذه تمثل مناطق من الإمبراطورية السابقة بالسكان الألمان.

بعد نهاية الحرب العالمية الأولى، التي شهدت انهيار الإمبراطورية النمساوية المجرية، أسست الأجزاء الناطقة بالألمانية من الإمبراطورية السابقة جمهورية جديدة تحت اسم «الجمهورية الألمانية النمساوية»(بالألمانية: Deutsch-Österreich). أعلنت الجمهورية على مبدأ تقرير المصير، الذي تم تكريسه في النقاط الأربع عشرة للرئيس الأمريكي وودرو ويلسون. عُقدت جمعية وطنية مؤقتة في 11 نوفمبر / تشرين الثاني، أعلنت فيها جمهورية النمسا الألمانية. صاغ المجلس دستورًا ينص على أن «جمهورية النمسا الألمانية هي جمهورية ديمقراطية» (المادة 1) و «النمسا الألمانية جزء من الجمهورية الألمانية» (المادة 2). تشير هذه العبارة إلى تأسيس جمهورية فايمار في الأراضي السابقة للإمبراطورية الألمانية، وتهدف إلى توحيد النمساويين الناطقين بالألمانية مع الدولة القومية الألمانية، لاستكمال خطة ألمانيا الكبرى. استحوذت استفتاءات عقدت في تيرول وسالزبورغ على أغلبية 98٪ و 99٪ على التوالي لصالح الوحدة مع ألمانيا.
على الرغم من ذلك، فإن منتصري الحرب العالمية الأولى، الذين صاغوا معاهدة فرساي ومعاهدة سان جرمان، منعوا بشدة أي محاولة من جانب النمسا الألمانية لتوحد مع ألمانيا. كما قدموا بعض الأراضي التي كانت النمسا الألمانية تطالب بها إلى الدول القومية المشكلة حديثًا. ومثال على ذلك هو إعطاء محافظاتبوهيميا الألمانية وإقليم السوديت إلى الجمهورية التشيكوسلوفاكية. هذه الأراضي، ذات الأغلبية الناطقة باللغة الألمانية، مُنعت من أن تكون داخل دولتها القومية. بدلاً من ذلك، كانوا محاصرين في دولة قومية للأعراق الأخرى.  من شأن هذا التظلم أن يلعب دوراً أساسياً في صعود القومية الألمانية خلال فترة ما بين الحربين. شغل كارل رينر، عضو حزب العمال الاشتراكيين الديمقراطيين، منصب مستشار النمسا الألمانية. كان رينر نفسه مؤيدًا لفكرة «ألمانيا الكبرى»، وصاغ النشيد غير الرسمي دويتشرش، دو هيرليشيس لاند («النمسا الألمانية، أنت بلد رائع»). ولد رينر في جنوب مورافيا، والتي كانت واحدة من الأراضي التي تطالب بها النمسا الألمانية، ولكن بدلاً من ذلك أعطيت لجمهورية التشيك السلوفاكية. على الرغم من خلفيته، فقد وقع معاهدة سان جيرمان في 10 سبتمبر 1919، والتي حددت الحدود المرسومة من الحلفاء للجمهورية النمساوية الجديدة، وحظرت رسمياً أي محاولة لتوحيد الأراضي الناطقة بالألمانية في النمسا - المجر السابقة مع ألمانيا. تم تغيير اسم «النمسا الألمانية» إلى «النمسا»، مما أدى إلى إزالة أي تلميح لمشاعر القوميين الألمان من اسم الدولة. ومع ذلك، فإن الاشتراكيين الديمقراطيين لن ينسوا جذورهم في ألمانيا. بالنسبة لهم، أعتبرت جمهورية فايمار «تعاطفًا مبالغًا فيه»، بينما نظرت إلى الجمهورية التشيكية السلوفاكية «بشكوك مبالغ فيها».

## خلال فترة الجمهورية الأولى والنمساوية (1919-1938)
خلال الجمهورية النمساوية الأولى، مثل الألمان عمومًا حزب الشعب الألماني الكبير وLandbund الزراعية.  على الرغم من نفوذ هاتين المجموعتين في البداية، سرعان ما فقدت هاتان الفئتان معظم ناخبيها في الحزب الاجتماعي المسيحي والحزب الاجتماعي الديمقراطي. قبل كلا من الاشتراكيين المسيحيين والديمقراطيين الاجتماعيين أن التوحيد بين النمسا وألمانيا كان محظوراً بموجب معاهدة سان جيرمان. ومع ذلك، قد ينشأ صراع بين أولئك الذين أيدوا هوية وطنية نمساوية، مثل الاشتراكيين المسيحيين وأولئك الذين لهم جذور في القومية الألمانية، مثل الاشتراكيين الديمقراطيين.

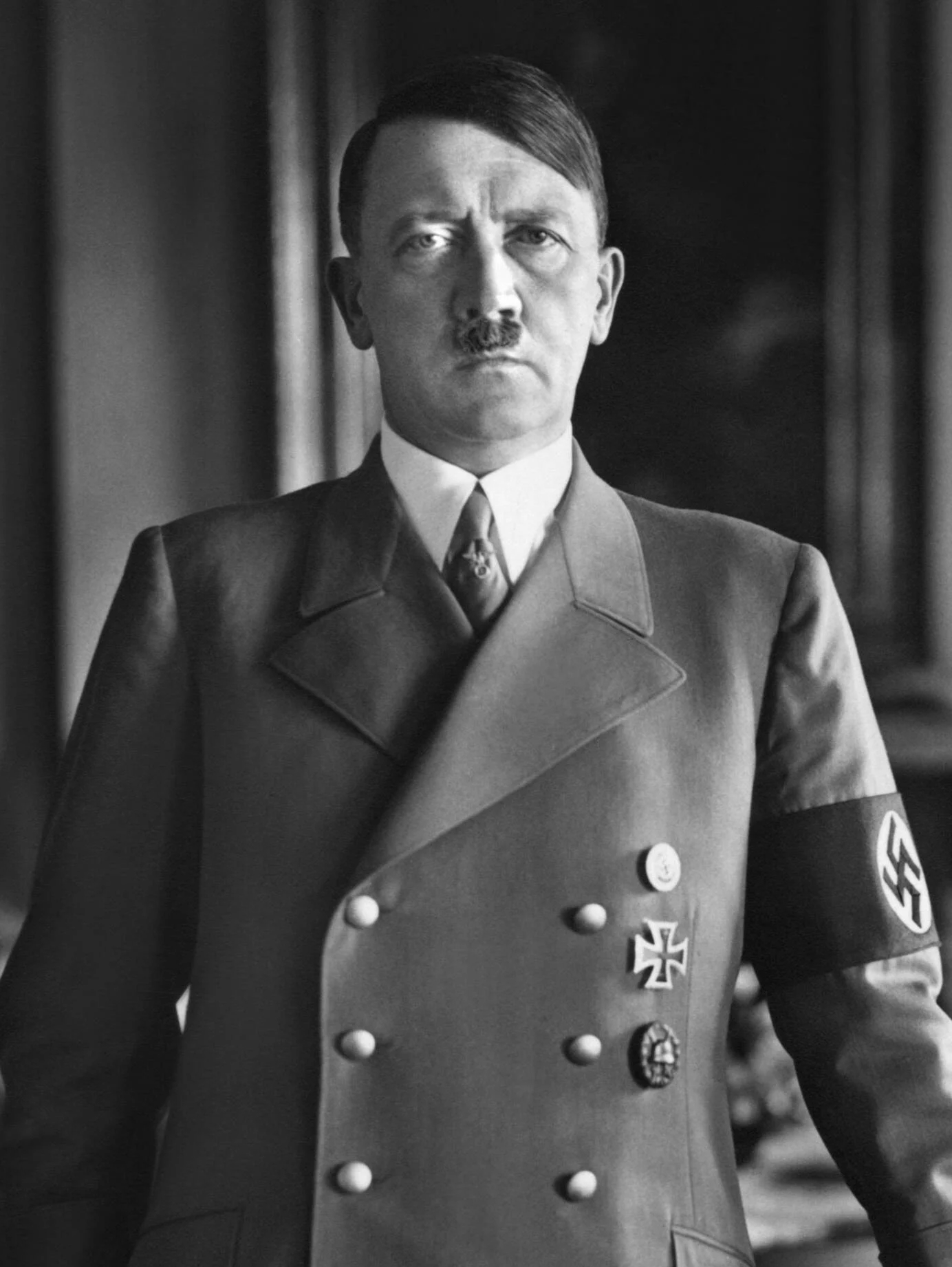
ولد أدولف هتلر، فوهرر ألمانيا النازية، في النمسا ونشر وجهات النظر القومية الألمانية الراديكالية

كانت إحدى المشكلات الأساسية للجمهورية الأولى هي أن أولئك الذين أيدوا مفهوم جمهورية ديمقراطية من فترة النمسا الألمانية وما بعدها، مثل الاشتراكيين الديمقراطيين، لم يعتبروا أنفسهم «نمساويين»، ولكن بدلاً من ذلك كانوا قوميين ألمان. أولئك الذين أيدوا هوية وطنية نمساوية، والنمسا دون كلمة «الألمانية» المرفقة، كانوا محافظين وغير ديمقراطيين إلى حد كبير: البيروقراطيين الإمبراطوريين السابقينوضباط الجيش والكهنة والأرستقراطيين والانتماء للحزب الاجتماعي المسيحي. على حد تعبير المؤرخ ألان جون بيرسيفال تايلور، «لم يكن الديمقراطيون» نمساويين«؛ ولم يكن» النمساويون «ديمقراطيين». هاتان المجموعتان، الديموقراطيون الألمان القوميون والمحافظون القوميون النمساويون سوف يتشاجرون طيلة العقد الأول للجمهورية الأولى. في نهاية المطاف، أطاح الفصيل القومي النمساوي بالجمهورية الديمقراطية في عام 1934 وأنشأ نظامًا متجذرًا في «الفاشية النمساوية» تحت حماية إيطاليا الفاشية.
كانت فكرة أنشلوس (اتحاد بين النمسا وألمانيا لتشكيل ألمانيا الكبرى)، واحدة من الأفكار الأساسية للفرع النمساوي للحزب الاشتراكي القومي (النازي). يمكن اعتبار النازية منحدرة من الفروع الراديكالية للحركة القومية الألمانية. في عام 1933، شكل النازيون وحزب الشعب الألماني الكبير مجموعة عمل مشتركة، وتم دمجهم في نهاية المطاف. خلال الفترة التي تم فيها حظر الحزب النازي ورموزه في النمسا، من عام 1933 إلى عام 1938، استأنف النازيون النمساويون التقاليد السابقة لعموم ألمانيا المتمثلة في ارتداء الزهرة الزرقاء في العروة.

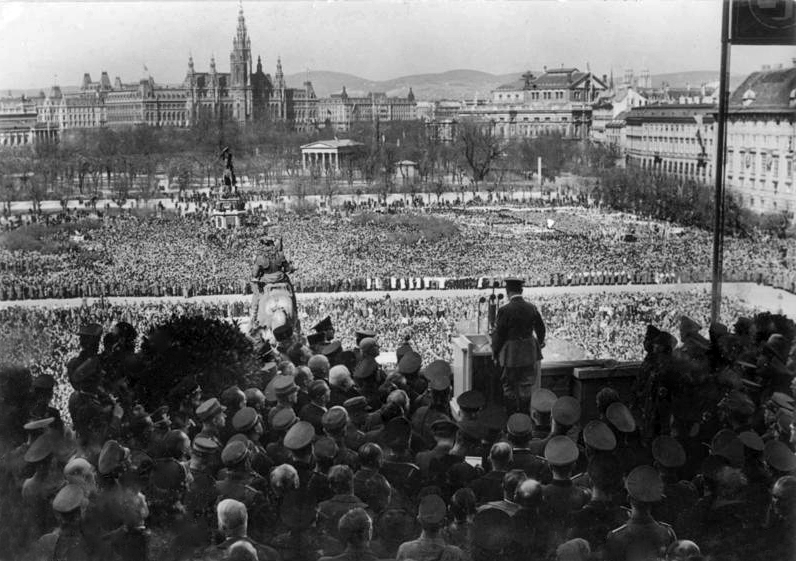
أعلان هتلر أنشلوس (ضم النسا) إلى ما يقرب من 200000 نمساوي ألماني في Heldenplatz، فيينا ، 15 مارس 1938.

حارب النازيون بحزم نظام المستشار النمساوي إنجلبرت دولفوس، وقاموا بتنظيم عمليات اغتيال ضده. استمروا في هذه المعركة ضد خليفته، كورت شوشنيغ. كان هناك دعم قوي للفاشية النمساويةبينيتو موسوليني، زعيم إيطاليا الفاشية.كان النازيون في كل من ألمانيا والنمسا يعتزمون ضم النمسا لرايخ الألماني بسرعة، موطن زعيمها أدولف هتلر. تم تكليف غريغور ستراسر، وهو شخصية نازية مبكرة بارزة، بهذا الجهد. عندما رفض ستارهيمبرغ، وهو مؤمن قوي بالنمسا المستقلة، اقتراح الاندماج، قال ستراسر «لا تتحدث معي عن النمسا. لا يوجد النمسا   ... كان هناك مرة واحدة جثة حية تسمي نفسها النمسا   ... هذه النمسا انهارت في عام 1918   ... لا سيما بالنسبة للشعب الألماني، الذي أعطي بالتالي الفرصة لإنشاء ألمانيا الكبرى.»
بعد ذلك، تفاقمت التوترات بين النازيين والنمساويين، وبلغت ذروتها في يوليو بوتش عام 1934، عندما حاول النازيون الإطاحة بالحكومة. في حين تمكنوا من اغتيال المستشار انلبرت دولفوس، سحق الانقلاب بسرعة من قبل الشرطة والجيش وHeimwehren. في أعقاب الانقلاب، أدى الصراع بين الاشتراكيين الديمقراطيين والنمساويين الحاكم إلى الحرب الأهلية النمساوية في وقت لاحق من العام. بعد هزيمتهم، تم حظر الحزب الاشتراكي الديمقراطي بالكامل. هذا، جنبًا إلى جنب مع استمرار حملة من العنف والدعاية من قبل النازيين، لزعزعة استقرار النظام النمساوي، وحشد الكثير لدعم فكرة أنشلوس.
كانت الحملة النازية ناجحة في نهاية المطا، وسيواصل هتلر ضم النمسا في عام 1938. 
ورد هتلر على الصحافة الأجنبية فيما يتعلق بـ «أنشسلوس» بقوله: «لقد ذكرت بعض الصحف الأجنبية أننا أخذنا النمسا بأساليب وحشية. لا أستطيع إلا أن أقول: حتى في الموت لا يمكنهم التوقف عن الكذب. لقد اكتسبت خلال كفاحي السياسي الكثير من الحب من شعبي، لكن عندما عبرت الحدود السابقة (إلى النمسا) قابلني هذا النوع من الحب كما لم أختبره من قبل. ليس كطغاة قد جئنا، ولكن كمحررين.» 
بعد ضم النمسا، تم الانتهاء من الهدف التاريخي للقوميين الألمان الذين دعموا الاتحاد بين النمسا وألمانيا. بعد ذلك تم استيعاب عموم الألمان بالكامل في الحزب النازي (NSDAP).

## خلال الجمهورية الثانية (منذ 1945)
بعد نهاية الحرب العالمية الثانية، عندما أعيد تأسيس النمسا كدولة مستقلة، فقدت مصداقية الحركة القومية الألمانية بسبب صلاتها بالنظام السابق.  كانت الأحزاب المهيمنة في الجمهورية الجديدة هي حزب الشعب المسيحي المحافظ والحزب الاشتراكي المسيحي. كلاهما عزز الاستقلال النمساوي، واعتبر فكرة «ألمانيا الكبرى» مفارقة تاريخية. منع جميع الأعضاء السابقين في الحزب النازي من ممارسة أي نشاط سياسي، وحُرموا من حقوقهم. لاحقا تم إحياء «المعسكر الثالث» للعموم الألماني والليبرالي في شكل اتحاد المستقلين (بالألمانية: Verband der Unabhängigen)، التي نفذت قوانين اجتثاث النازية التي فرضها الحلفاء، ومثلت مصالح النازيين السابقين، الفيرماخت، وقوات الأمن الخاصة. في عام 1956، تحول الاتحاد إلى حزب الحرية في النمسا. في الخمسينيات والستينيات، كانت الحركة القومية الألمانية، ممثلة في حزب الحرية والمنظمات التابعة لها، نشطة للغاية في الجامعا، حيث ساعدت Burschenschaften، وهي نوع من الأخوة الطلابية، على نشر وجهات النظر القومية الألمانية والليبرالية. داخل حزب الحرية، نما الجناح الليبرالي ليتفوق على الجناح الألماني، وتم دمج الوطنية النمساوية تدريجياً في أيديولوجية الحزب. خلال قيادة حزب نوربرت ستيغر خلال الفترة 1980-1986، ومشاركة حزب الحرية في حكومة ائتلافية مع الاشتراكيين الديمقراطيين، تم إضعاف الفصيل الألماني.
على النقيض من ذلك، اعتبر تولي يورج هايدر تولي الحزب القيادة في عام 1986 انتصارًا من جانب الفصيل القومي الألماني.   ومع ذلك، فإن شعوبية حيدر اليمينية لم تشدد على التقاليد القومية الألمانية، لأن القيام بذلك سيكون له تكلفة من الأصوات. في عام 1987، عرف ستة بالمائة فقط من المواطنين النمساويين أنفسهم بأنهم «ألمان». في حين أن حيدر وصف الهوية الوطنية النمساوية بأنها بناء أيديولوجي، إلا أنه أشار إلى أنها " " ((بالألمانية: Mißgeburt) في عام 1988، أطلق «النمسا أولا» عريضة في عام 1993، وادعى بعد ذلك بعامين أن حزب الحرية كان «الحزب الوطني النمساوي الكلاسيكي». ومع ذلك، كان تأثير القومية الألمانية لا يزال حاضراً، ويمكن ملاحظته في الأعمال العدائية ضد الأقليات السلافية في النمسا، كما هو الحال في النزاعات على إشارات الطرق ثنائية اللغة مع السلوفينيين الكارينثيين، إلى جانب العداء للهجرة والتكامل الأوروبي.  وبالتالي تم استبدال الأفكار الألمانية التقليدية الكبرى بمفهوم ألماني - نمساوي (أي اعتبار النمساويين من أصل ألماني واللسان النمساويين «حقيقيين»). يمكن تلخيص ذلك على أنه «دمج للقومية الألمانية التقليدية مع الوطنية النمساوية».
'وحشية'
في الوقت الحالي، لا يمثل الجناح الألماني سوى فصيلًا صغيرًا داخل حزب الحرية. في عام 2008، شكك أقل من سبعة عشر في المئة من الناخبين في حزب الحرية في وجود هوية وطنية نمساوية فريدة من نوعها. ويشير القوميون الألمان، بمن فيهم أندرياس مولزر  ومارتن جراف،   الآن إلى أنفسهم على أنهم «ألمان ثقافيون» (Kulturdeutsche)، ويشددون على أهمية هويتهم كألمان عرقيين، على عكس المواطن النمساوي المتميز الهوية. في عام 2006، أعاد أعضاء البرلمان من حزب FPÖ التأكيد على جذر الحزب في التقاليد القومية الألمانية، على الأقل رمزيًا، من خلال ارتداء زهرة القنطريون في ثقوب الأزرار الخاصة بهم، إلى جانب شرائط بألوان النمسا الوطنية (الأحمر والأبيض)، خلال الاجتماع الأولي للمجلس الوطني. تسبب هذا في جدل، حيث فسر الإعلام الزهرة كرمز نازي سابق.